# Juan Arvizu
Juan Nepomuceno Arvizu Santelices, noto col nome Juan Arvizu (Santiago de Querétaro, 22 maggio 1900 – Città del Messico, 19 novembre 1985), è stato un tenore messicano e un interprete del bolero e del tango sul palcoscenico internazionale dei concerti, alla radio e al cinema. Divenne noto per le sue interpretazioni delle opere di Agustín Lara e María Grever ed è stato soprannominato «Il tenore dalla voce di seta».

## Primi anni e formazione
Nacque nella casa di Pedro Arvizu e Trinidad Santelices. Verso il 1922 si recò nella capitale messicana, dove entrò al Conservatorio Nazionale di Musica per studiare teoria musicale e armonia sotto la direzione del maestro José Pierson. Juan Arvizu iniziò a cantare nell'Orfeón Infantil diretto da Antonio González, a Querétaro.

Mentre aiutava suo padre nel ruolo di operatore telegrafico, Arvizu si dedicava nel suo tempo libero allo studio del canto, in particolare solfeggio e armonia, al Conservatorio Nazionale di Musica. Le sue capacità artistiche attirarono l'attenzione di diversi direttori di musica, tra cui il maestro José Pierson, che avrebbe dato un impulso alla sua carriera.

## Carriera
Nel 1924 fece il suo debutto al Teatro Esperanza Iris, con l'opera  La sonnambula di Vincenzo Bellini, con la compagnia d'opera del maestro José Pierson, condividendo il palco con Consuelo Escobar ed il celebre soprano spagnolo Ángeles Ottein.

Due anni dopo fece le sue prime registrazioni per l'etichetta Brunswick con le canzoni "Varita de nardo" e "Ventanita morada" di Joaquín Pardavé.
Pepe Cantillo - che dirigeva una delle più famose riviste in Messico - volle Juan Arvizu nel suo cast. Le sue esibizioni spettacolari nel teatro lirico avevano attirato l'attenzione dell'industria fonografica. A quel tempo, la musica popolare aveva campo aperto. Cantanti d'opera come Margarita Cueto, Pedro Vargas, Juan Pulido, Carlos Mejía, José Mojica, Carlos Almenar Otero, Alfredo Sadel, Tito Schipa, tra gli altri, fecero irruzione nel mondo dello spettacolo con grande successo. Juan Arvizu non fece eccezione, affidando la sua voce all'etichetta discografica Brunswick nel 1928. La sua prima opera, Varita de nardo, del maestro Joaquín Pardave, provocò una piacevole sensazione nel pubblico. RCA Victor lo incluse nel suo libro paga, iniziando così una delle più prolifiche carriere nella musica popolare. Il compositore Jorge del Moral gli affidò uno dei suoi lavori, Por unos ojos. La versatilità della sua voce e le sue qualità musicali gli valsero il soprannome di "Il tenore della voce della seta". A partire da quel momento, Arvizu avrebbe conosciuto solo il successo.

## Il successo
Grazie alla sua popolarità, nel 1930 la stazione radio XEW invitò Juan Arvizu ad inaugurare la sua prima trasmissione radiofonica. Questa non sarebbe stata l'unica volta in cui il Tenore dalla voce di seta avrebbe avuto un tale riconoscimento. Arvizu infatti ebbe l'onore di inaugurare altre rinomate stazioni radio; per esempio nel 1935, LR1, Radio el Mundo di Buenos Aires e nel 1942 la Cadena de las Américas della Columbia Broadcasting (nello show Viva América) con Alfredo Antonini, direttore della Pan American Orchestra, la cantante portoricana Elsa Miranda, il compositore argentino Terig Tucci e John Serry Sr., fisarmonicista americano. Nel 1945, le sue esibizioni sulla rete della CBS furono ascoltate dal pubblico in venti paesi dell'America Latina. Le sue esibizioni sono state trasmesse anche sulla Rete Radio delle Forze Armate ai membri delle Forze Armate statunitensi in Europa. Le sue esibizioni con la CBS Pan American Orchestra sono state anche degne di nota per aver contribuito a introdurre la musica latinoamericana e il bolero messicano in un vasto pubblico negli Stati Uniti negli anni '40.   Ma uno dei più grandi successi di Juan Arvizu fu scoprire uno dei più grandi compositori del Messico, Agustín Lara.

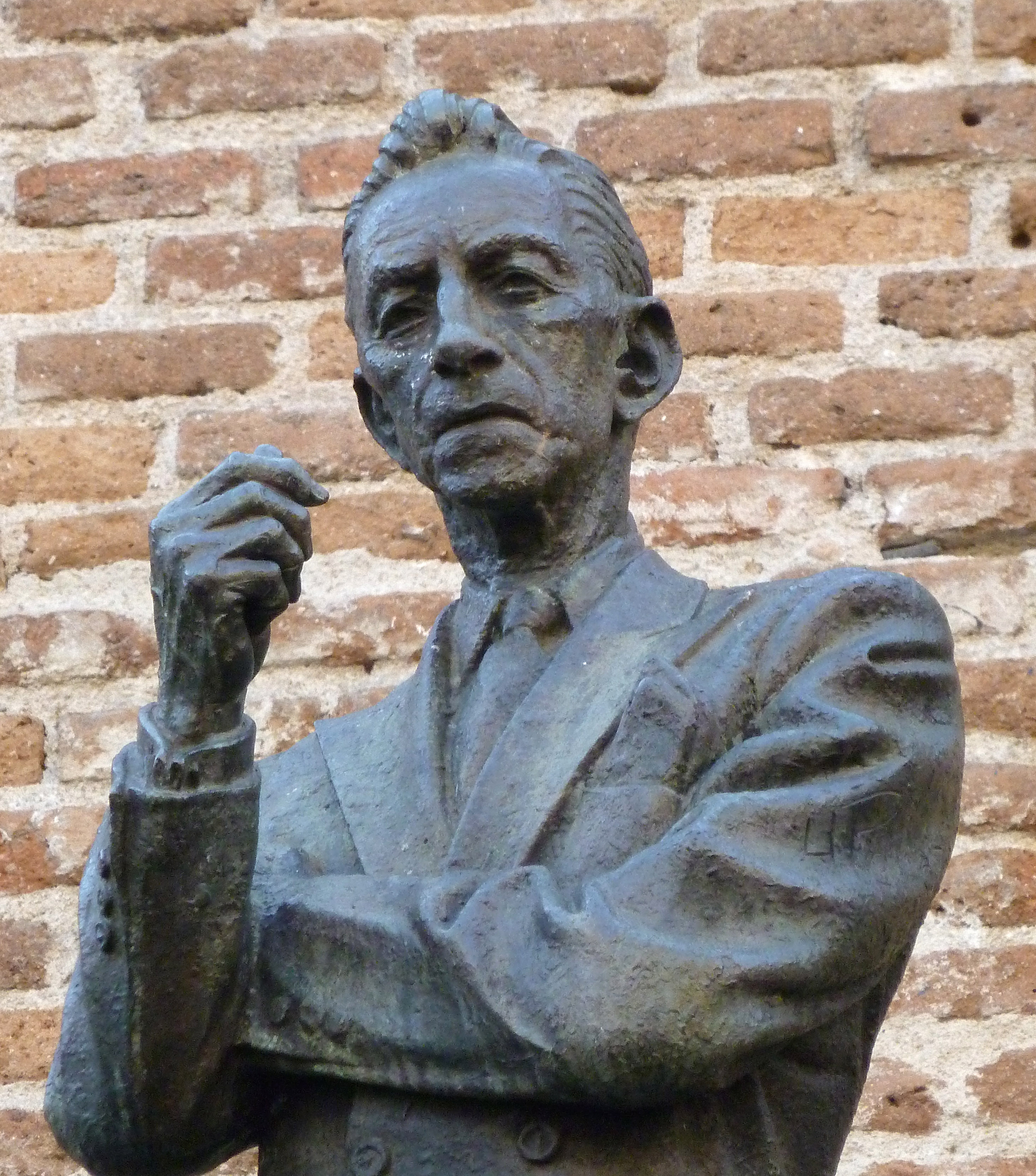
Agustín Lara (H. Peraza) Madrid 02

Durante gli anni venti e trenta il tango era molto popolare in Messico. Arvizu presentò in anteprima molte di quelle canzoni nella rivista musicale di Pepe Cantillo. In uno di questi spettacoli, la famosa cantante ingaggiò, per accompagnarlo, un pianista sconosciuto e bohemien che lavorava nel mondano Café Salambo. Quel pianista, con le sue canzoni di borgata, sensuali e sentimentali, scosse il già famoso Arvizu, che praticamente lo fece diventare famoso. Quel personaggio era Agustín Lara, l'autore, tra gli altri temi, di María Bonita e Madrid. Le opere di questo compositore, che hanno immortalato Arivizu erano Santa, Granada, Cuando vuelvas, Tus pupilas, Enamorada, Aventurera, Concha Nácar, tra le altre. All'inizio Agustin Lara era un compositore di tango, ma al suo lavoro mancava l'accompagnamento suntoso di orchestre di tango così le sue opere erano classificate nel genere della "canzone creola". Le esibizioni del duo Lara-Arvizu nel XEW furono quasi mitiche. Lo stile musicale di Lara fu una reazione contro l'invasione del tango argentino.
La fama di Juan Arvizu aveva già oltrepassato i confini. Nel 1935, il cantante fece il suo primo tour internazionale. A Buenos Aires inaugurò Radio el Mundo. Ma il suo soggiorno in Argentina, che era previsto solo per due mesi, durò un anno e mezzo. Fu una stagione trionfale per Juan Arvizu. Questa impresa sarebbe stata ripetuta più tardi quando concluse il suo contratto a New York con la RCA Victor.
Per Juan Arvizu l'anno migliore della sua carriera fu nel 1944. Solo in Argentina, il cantante arrivò a guadagnare 60.000 dollari. Il pubblico si accalcava ai palcoscenici, alle inferriate e nei locali dove si era esibito.

## Cinema
Anche la settima arte contò sulla presenza di Juan Arvizu. Partecipò ai film Santa e Reír llorando, prodotti in Messico. A Cuba Arvizu recitò nel film più importante della sua carriera: Ahora seremos felices con l'artista portoricana scultorea e carismatica Mapy Cortés. Nel 1939 Arvizu era già al culmine della fama. Sebbene la trama del film fosse semplice, la pellicola raggiunse vendite favolose. Arvizu cantava i bolero del maestro Rafael Hernández come «Quiero decirte», «Las palomitas», «Purísima» e «Ahora seremos felices».

## Discografia
Juan Arvizu è stato uno dei cantanti più registrati nella storia della musica latina. Cantò in anteprima opere dei compositori latini più importanti, tra cui l'argentino Mario Clavell, il portoricano Rafael Hernández Marín, il cileno Donato Roman Heitman, il panamense Enrique Fábrega, i colombiani Carlos Vieco e Augusto Duque Bernal e i messicani Agustin Lara, Gonzalo Curiel e Gabriel Ruiz Galindo.
Arvizu cantò in duo con artisti famosi. Registrò con Margarita Cueto diverse canzoni che erano famosi come Taboga, Más vale tarde que nunca, Bajo el Palmar, Panama, Desesperación e molti altri. Con Juan Pulido registrò El último beso e con Alfonso Ortiz Tirado, Negra linda. Arvizu è stato anche accompagnato dalle orchestre più rinomate, all'epoca, come la Marimba Panamericana, l'Orchestra di Chucho Zarzosa, l'Orchestra Vieri Fidanzani, l'Orchestra di Francisco Lomuto, l'Orchestra di E. Vigil e Robles, l'Orchestra di Juan S. Garrido e molti altri.
Alcuni altri titoli sono: Prohibido, Pecado, Verdemar, Plegaria, Si dejaras de quererme, Qué fácil es decir, Señor juez, Arrepentimiento, Salud dinero y amor, Nuestra casita, La cumparsita, Mi Buenos Aires querido, Madreselva, Caminito, Una canción, Sinceramente, Corrientes y Esmeralda, Lágrimas de sangre, No cantes ese tango, Nido gaucho, Tengo mil novias, Cada vez que me recuerdes, Mi único amor.
Sono incluse anche le singole registrazioni di Juan Arvizu:
- A La Misma Hora - Tico (#10-055 B) - Juan Arvizu con l'organista Salvador Muñoz esegue questa canzone di Ferradas Compos (19??)[14]
- Chamaca Mia - Victor (#46108-B) - Juan Arvizu con l'orchestra suona questa canzone di María Grever(1929)[15]
- Daño - RCA Victor (#23-6818) - Juan Arvizu e l'Orquesta Chucho Zarzosa eseguono questo bolero di Carlos Arturo Briz (19??)[16]
- De Donde? - Columbia (#36666) - Juan Arvizu e la CBS Tipica Orchestra diretta da Alfredo Antonini eseguono questa canzone di María Grever (194?)[17]
- El Ay, Ay, Ay - RCA Victor (#23-5260-b) - Juan Arvizu e Mario Clavell con Orquesta Federico Ojeda eseguono un rabanico di Juan S. Garrido(19??)[18]
- El Bigote de Tomas - Columbia (#36666) - Juan Arvizu e la CBS Tipica Orchestra diretta da Alfredo Antonini eseguono questa canzone di Valie (194?)[19]
- El Tulipan RCA Victor (23-6318) - Juan Arvizu e La Orquestra Chucho Zarzosa eseguono questa polca di Clara Solovera (19??)[20]
- Ella - Tico (#10-056-B) - Juan Arvizu e l'Orquesta Simon Alvarez eseguono questo bolero di J. A. Jimenaz (19??)[21]
- Enamorada - Barcelona Compaňia del Gramófono Odeón (AQ 73065) - Juan Arvizu con Orchestra esegue questo bolero di Agustín Lara (1946)[22]
- Granada - Victor (30705) - Juan Arvizu con Orchestra canta questo bolero di Agustín Lara (1932)[9][23]
- Juan Arvizu - Trubador of the Americas- Columbia (#36663) - Juan Arvizu con la CBS Tipica Orchestra diretta da Alfredo Antonini (1941)[24] Elenco delle selezioni musicali: Rancho Alegre, Duerme
- La Bamba - RCA Victor (#68-0612-A) - Juan Arvizu con orchestra suona questa canzone di Luis Martinez Serrano (19??)[25]
- Lejos - Victor (#32550-B) - Juan Arvizu e l'Orchestra Alfredo Cibelli eseguono questa cancia creolla di M. Theresa Lara(1934)[26]
- Llevame - Tico (#10-056-A) - Juan Arvizu e l'Orquesta Simon Alvarez eseguono questo bolero di Juan Clauso(19??)[27]
- Me lo Cantaron Ayer - RCA Victor (#23-5260-A) - Juan Arvizu e La Orquesta de Federico Ojeda eseguono questo bolero bolero di Alcas/Daglio (19??)[28]
- Mi Carta - RCA Victor (#68-0612-B)  - Juan Arvizu e l'orchestra eseguono questa canzone di Mario Clavelli (19??)[29]
- Mi Sarape - Colombia (#36665) - Juan Arvizu e il direttore d'orchestra della CBS Tipica Alfredo Antonini eseguono questa canzone di María Grever (194?)[30]
- Nada, Nada - RCA Victor (#23-1233-A)- Juan Arvizu e l'Orquesta de la Radio Caracas eseguono questa guaracha di Jose Reyna(19??)[31]
- No Hagas Llorar A Esa Mujer - RCA Victor (#23-6818) - Juan Arvizu e l'Orquesta Chucho Zarzosa eseguono questo bolero di Joaquin Pardarve (19??)[32]
- No Mereces Nada - RCA Victor (#23-7149) - Juan Arvizu e La Orquesta Rafael de Paz eseguono questa canzone di Manuel Alvarez Maciste (19??)[33]
- Noche de Amor - Columbia (#36664) - Juan Arvizu e la CBS Tipica Orchestra diretta da Alfredo Antonini con musiche di Čajkovskij (194?)[34]
- Perfidia - Victor (#82690-A) - Juan Arvizu con Marimba Pan-Americana e accordeon eseguono questo trotto Fox di Alberto Dominguez (19??)[35]
- Pobre Corazon - RCA Victor (#23-6936) - Juan Arvizu con pianoforte, chitarra e fisarmonica eseguono questo Valse Pasillo di Manilo/Oliviero(19??)[36]
- Poquito a Poco - Tico (#10-055A) - Juan Arvizu e la Simon Alvarez Orchestra eseguono questa canzone di Don Fabian (19??)[37]
- Que Paso? - Columbia (#36665) - Juan Arvizu e la CBS Tipica Orchestra diretta da Alfredo Antonini eseguono questa canzone di Cortazar (194?)[38]
- Senior del Milagro - RCA Victor (#23-6936) - Juan Arvizu esegue questo bolero di Cancho Manisella Casto con piano, chitarra e fisarmonica (19??)[39]
- Señora Tentación - Barcelona Compaňia del Gramófono Odeón (AQ 73067) - Juan Arvizu con l'orchestra esegue questo bolero di Agustín Lara (1946)[40]
- Tu, Tu, y Tu - Victor (#46108-A) - Juan Arvizu suona questa canzone di María Grever (1929)[41]
- Ven  - Victor (#32250-A) - Juan Arvizu esegue questo bolero di volpe trot di Gonzalo Curiel con l'Orchestra Alfredo Cibelli (1934)[42]
- Viva Sevilla! - Columbia (#36664) - Juan Arvizu e la CBS Tipica Orchestra diretta da Alfredo Antonini eseguono questa canzone di Lavidada /Delmoral (194?)[43]
- Volvi - Tico (#10-059 B) - Juan Arvizu con pianoforte e orchestra eseguono questa canzone di E. Grenet (19??)[44]
- Voy Gritando por la Calle RCA Victor (#23-7149) - Juan Arvizu e La Orqesta Rafael de Paz eseguono questo bolero di Fernando Z. Maldanado (19??)[45]
- Ya lo Ves - RCA Victor (#23-1233-B) - Juan Arvizu e l'Orquesta de la Radio Caracas eseguono questo bollino con il Trio Mastra (19??)[46]
- Yo - Tico (#10-059 A) - Juan Arvizu e l'organista Salvador Muñoz eseguono questa canzone di J. A. Jimenez(19??)[47]

## Filmografia
- O Grande Amor De María Grever 1954 Leg - Juan Arvizu mentre canta (1954)[48]
- Cuando Me Vaya - Juan Arvizu mentre canta (1954)[49][50]
- Infidelidad - Juan Arvizu mentre canta (1940)[50][51]
- Ahora Seremos Felices - Juan Arvizu come cantante (1938)[50][52]

## «Serpentina doble»
Tra le tante canzoni registrate ce n'è una ormai poco conosciuta, ma commovente: «Serpentina doble», che parla di un ragazzo che vendeva per strada strisce colorate di carta, che dopo aver subito un incidente causato da un veicolo guidato da un pierrot, muore in un ospedale proprio nel momento in cui anche il carnevale finisce. Chi scrive questo era un bambino molto piccolo all'epoca in cui sentiva suo padre cantare in casa quella bella canzone. Forse la nostalgia aggiunta alla semplicità del suo testo e della sua musica, la rendevano qualcosa di prezioso e familiare.